# Przy torze kolejowym
Przy torze kolejowym – polski psychologiczny film wojenny w krótkim metrażu z 1963 roku, w reżyserii i według scenariusza Andrzeja Brzozowskiego, na podstawie opowiadania Zofii Nałkowskiej pod tym samym tytułem ze zbioru Medaliony. Zatrzymany przez cenzurę komunistyczną, został wyemitowany dopiero w 1992 roku jako jeden z najstarszych „półkowników” polskiej kinematografii.

## Fabuła
Luty 1943 roku, II wojna światowa. Żydówka leżąca w śniegu na zboczu torowiska uciekła z transportu. Z nią wyskoczył jeszcze mężczyzna leżący kilkanaście metrów dalej. Kobieta jest ranna w kolano, mężczyzna nie żyje. Przy torach zatrzymuje się mężczyzna jadący rowerem. Częstuje kobietę papierosem. Po pewnym czasie przychodzą inni ludzie ze wsi. Naradzają się. Ktoś podaje kobiecie kubek mleka. Do zebranych dołączają dwaj policjanci z saniami ciągniętymi przez konie. Żydówka prosi policjantów, aby ją zastrzelili. Odmawiają. Chęć zastrzelenia kobiety deklaruje mężczyzna, który pierwszy ją znalazł. Pada strzał.

## Obsada
Źródło: FilmPolski.pl
- Halina Mikołajska jako Żydówka
- Marian Kociniak jako mężczyzna

## Produkcja i odbiór
Za reżyserię Przy torze kolejowym odpowiadał absolwent łódzkiej szkoły filmowej Andrzej Brzozowski, mający dotychczas w dorobku kilka filmów. O ile pierwowzór literacki Przy torze kolejowym był tylko częścią cyklu beznamiętnych reportaży Zofii Nałkowskiej Medaliony o nazistowskich zbrodniach podczas II wojny światowej, o tyle Brzozowski, skupiwszy się na adaptacji pojedynczego opowiadania, wyostrzył przesłanie opowiadania. Akcję tegoż przeniósł na zimę, koncentrując się na zbiorowej bierności Polaków wobec Żydówki zbiegłej z pociągu, co uwydatniło jej cierpienie. Decydenci z cenzury komunistycznej odebrali takie ukazanie stosunków polsko-żydowskich jako przejaw „antypolskiej propagandy”, a Przy torze kolejowym zostało (zapewne decyzją cenzora Stefana Olszowskiego) skazane na zakaz rozpowszechniania. Film pokazano dopiero 13 października 1992 roku na kanale TVP1, przy nikłym zainteresowaniu widzów.
Joanna Preizner podkreślała jednak wagę filmu, pisząc, że Brzozowski zadaje „pytanie o polską współodpowiedzialność i współwinę”. Film miał zmusić widzów do refleksji o „zaniechaniu, o niedostatecznym przeciwdziałaniu”, które przyczyniły się do obojętności Polaków wobec losów Żydówki. Pod tym względem – gdyby został rozpowszechniony – mógłby liczyć na rozgłos porównywalny z głośnym reportażem Jana Błońskiego Biedni Polacy patrzą na getto.